# 飯島直子のカジノビスティ
飯島直子のカジノビスティ（いいじまなおこのカジノビスティ）は、2005年6月にビスティが発売した、飯島直子がディーラーとして登場するパチンコ機のシリーズ名。
CR飯島直子のカジノビスティZFとCR飯島直子のカジノビスティMF、CR飯島直子のカジノビスティSFとCR飯島直子のカジノビスティGTの4機種がある。

## 概要
液晶型のデジパチ。カジノをモチーフとした演出が随所に盛り込まれている。カジノの中でも究極と称される「バカラ」の世界観を再現している。液晶演出では、バカラで最もエキサイティングな瞬間であり、最大のクライマックスである「絞り」がリアルに表現され、カジノの興奮を熱く体感することができる。飯島はゲームの展開を盛り上げる幸運の女神として活躍する。
本機では、1から10までのトランプが図柄として使用され、左右が同じカードでリーチ成立となる。シリーズ機には確変と時短を搭載しているタイプ、確変と時短に加えて突然確変を搭載しているタイプ、転落するまで確変が継続するタイプの3パターン存在する。

## スペック
- CR飯島直子のカジノビスティZF
  - 賞球数 3&5&10&15
  - 大当たり最高継続 15R（9カウント）
  - 大当たり確率 1/496.5
  - 確変中大当たり確率　1/49.6
  - 確変継続率　70%
  - 確変期間　次回大当たりまで/リミッターなし
  - 時短システム　全ての大当たり終了後　100回転
- CR飯島直子のカジノビスティMF
  - 賞球数 3&5&10&15
  - 大当たり最高継続 15R（9カウント）
  - 大当たり確率 1/354.2
  - 確変中大当たり確率　1/35.4
  - 確変継続率　55%
  - 確変期間　次回大当たりまで/リミッターなし
  - 時短システム　全ての大当たり終了後　100回転
- CR飯島直子のカジノビスティSF
  - 賞球数 3&5&10&15
  - 大当たり最高継続 15R（9カウント）
  - 大当たり確率 1/327.7
  - 確変中大当たり確率　1/32.8
  - 確変継続率　50%
  - 確変期間　次回大当たりまで/リミッターなし
  - 時短システム　全ての大当たり終了後　100回転
- CR飯島直子のカジノビスティGT
  - 賞球数 3&5&10&15
  - 大当たり最高継続 15R（9カウント）
  - 大当たり確率 1/299.3
  - 確変中大当たり確率　1/56.5
  - 確変突入率　100%
  - 転落確率　1/56.5
  - 時短システム　大当たり終了後　100回転のチャンスタイム

## 図柄
確変図柄
- A
- 3
- 5
- 7
- 9

通常図柄
- 2
- 4
- 6
- 8
- 10

## 演出
予告アクション
予告アクションが発生するタイミングは、デジタル回転中とリーチ発生後の2パターン存在する。リーチ後の予告アクションは2通りあり、「札束予告」か「押しボタン予告」のいずれかが発生すれば、通常のテンパイ時よりスーパーリーチへ発展する可能性が高くなるので期待が持てる演出となる。
- 札束予告

リーチ成立後に、画面上部からドル紙幣が降ってくる。発生した時点でスーパーリーチへの発展が確定し、大当たり信頼度も大幅にアップする。
- 押しボタン予告

中図柄で発展するスーパーリーチをナビゲートしてくれる。中出目にCHANCEカードが出現してボタンをプッシュすると、カード内容に対応したスーパーリーチへと発展する。

- CHANCEカードの色

ピンク　→　Baccaratリーチ
　赤　　→　Dartsリーチ
　紫　　→　Musicalリーチ
　青　　→　Illusionリーチ
　金　　→　信頼度アップ
- ディーラー予告

飯島直子扮する女性ディーラーが、カードを胸から出したりキスをしたりと、様々なアクションを起こす。
- 通行人キャラ予告

ディーラーの後ろを英国紳士や貴族風の男女など、様々な人物が行き交う。人数が多いほどチャンスである。
- 電光掲示板予告

ディーラーの右後ろ上部にある電子掲示板にCHANCEや数字など、いろいろなメッセージが表示される。
- Casinoランプ予告

盤面上部のCasinoランプが光って期待度を知らせてくれる。デジタル回転開始時に激しく光出せば大当たり期待度が高くなる。

- Casinoランプの色

　青　　→　リーチ確定
　赤　　→　スーパーリーチ確定
ピンク　→　激熱
- スロット役物予告

デジタル回転開始時に盤面右のスロット役物が作動する。表示される金額が上がれば上がるほど、スーパーリーチ発展への期待度も上昇する。
金額の$表示はステップアップ方式で変化していき、表示なし→5$→50$→100$の順に期待度は高くなる。

リーチアクション
本機のスーパーリーチは、ノーマルリーチから発展するか、特定図柄の停止後に発展する。リーチハズレ後の中出目に稲妻が刺されば、2段階アクションによる大当たりが確定となる。
稲妻がハズレ図柄を直撃し、飯島の実写ムービーが流れる。
この2段階アクションは全てのリーチで発生する可能性があり、発生した場合は必ず確変大当たりとなる。

- Baccaratリーチ

飯島の「勝負!!」の掛け声で演出がスタートする。1回目の絞りでカードの下部を少しだけめくる。見えたマークの配列がテンパイ図柄と一致する可能性があれば2回目へ進む。
2回目は横からカードをめくり、最後の3回目は上からゆっくりとカードをめくり、テンパイ図柄と一致していれば大当たりとなる。
絞り1回目でハズれても救済措置の「シャッフルチャンス」が発動することがある。シャッフルチャンスが発生すると、ボタンでテンパイ図柄を変えて再挑戦できる。
バカラテーブルの上に賭けられたチップの量が多いほどチャンスアップとなる。
プレイヤーの装飾品も期待度を示唆しており、爪にマニキュアが塗られているパターンや、指輪やブレスレットを身に付けているパターンもある。装飾品がゴージャスなほど、リーチ信頼度はアップする。カードの枚数も通常は5枚表示されるが、2枚のパターンもある。最初からカードが2枚のパターンは大当たり信頼度が大幅にアップする激熱パターンである。
- Dartsリーチ

飯島直子が回転している図柄に矢を放つ。テンパイ図柄に突き刺されば大当たりとなる。
SPに発展した場合は2択になる。SP発展時に実写カットインが入れば信頼度が大幅にアップする。
- Musicalリーチ

シルクハットから図柄が飛び出し、最終的にステージ中央にテンパイ図柄が出現すれば大当たりとなる。
SPに発展した場合は図柄が踊り出す。Dartsリーチ同様に、SP発展時に実写カットインが入れば信頼度が大幅にアップする。
- Illusionリーチ

マジカルボックスから図柄が飛び出しラインが増加する。ダブルリーチかトリプルリーチのいずれかに必ず発展する。
ダブルよりトリプルの方が信頼度は高く、さらに実写カットインが絡めば信頼度も大幅にアップする。
- HIGH&LOWリーチ

中出目にジョーカー停止で発展。左に提示されたカードの数字よりも右カードが大か小かをボタンで選択し、的中すれば大当たりとなる。
実写ムービがカットインすれば信頼度もアップする。
中出目に停止すればHIGH&LOWリーチへと発展するジョーカー図柄は、左右出目にも停止する可能性がある。その場合はオールマイティ図柄としての役割を持ち、リーチ成立時にテンパイ図柄のカードに変化する。
癒しモード
通常時とは演出が異なるモード。飯島直子が発する様々なセリフにより期待度を告知してくれる。時短中に背景が青色の癒しモードに突入するが、シリーズ機のSFに限り一部仕様が異なる。SFの場合、通常時に「3･5･7」の組み合わせからなるチャンス目が成立すると突然確変に突入する。この突確当選時も癒しモードに移行する。
SFには2種類の癒しモードがあり、突確当選時の癒しモードの背景はピンク色で、状態が異なることが分かるようになっている。青色背景の癒しモードは通常大当たり確率の状態を示している。癒しモード中の図柄テンパイ後のリーチアクションは、通常時と同じ6種類のリーチのいずれかに発展する。「3･5･7」のチャンス目が成立した場合に、突確ではなく直接大当たりとなる場合もある。
癒しモード中台詞
- リーチ確定台詞

リーチだぞ〜
ダーツに挑戦よ
ミュージック、スタート!
マジッーク!
がんばってね〜
すごぉ〜い
- 激熱台詞

あ、あつい
熱い、熱い
ハッスル、ハッスル
期待してね
激アツだよ〜
- 大当たり確定台詞

もう当たってるよ
すいませーん、特盛り一丁
きたー
私が飯島ですけど、何か?
大好き
よかったね
- 確変大当たり確定のプレミアム台詞[5]

ラッキー、ちゃちゃちゃ
サービス、サービス
よろこびなさ〜い
大当りだよ
愛してるぜ
幸せだよ